# 洛希聯足球會
洛希聯足球會（英語：Lochee United Football Club）是一個位於蘇格蘭洛希的初級足球會，於1892年創辦。

## 歷史
洛希聯足球會創立早期一直都在業餘聯賽打滾，至1959年才加入初級聯賽，同年他們的主場托馬斯公園球場由前流浪者和蘇格蘭隊長喬治·扬主持下啟用。
球會在1970至80年代贏得多項地區比賽冠軍。2002年蘇格蘭足球初級東區超級聯賽組成後，球會再次贏得多項比賽，在2003年贏得東區泰賽德足球超級聯賽，並在2005年處得蘇格蘭足球初級東區超級聯賽冠軍。同年球會亦打進蘇格蘭初級盃決聯，但以2-0落敗給泰波特足球會。
2005年12月，球會由前邓迪联中場雷伊·麦金农執練，並在2008年贏得第二個超級聯賽冠軍。這使球隊歷史上能首次參加蘇格蘭足總盃並打進第三輪才被艾爾聯淘汰出局。
2018/19球季，球會再一次贏得超級聯賽，使他們能夠參加2019/20年蘇格蘭足總盃資格賽。

## 榮譽
蘇格蘭初級盃
- 亞軍：2004-2005

蘇格蘭足球初級東區超級聯賽
- 冠軍：2004-2005、2007-2008、2018-2019

其它榮譽
- 泰賽德足球超級聯賽冠軍：1979-80、198-82、1986-87
- 泰賽德足球甲級聯賽冠軍：1993-94
- 丹地足球初級聯賽冠軍：1968-69
- 東區泰賽德足球超級聯賽冠軍：2002-03
- 蘇格蘭東初級盃：2008-09
- 法夫和泰賽德盃：2003-04、2005-06、2007-08
- 北方挑戰盃：2003-04
- 柯里（Findlay & Co）盃：1976-77、1986-87、1999-00
- Intersport盃：1989-90
- 泰賽德德赖伯勒盃：1978-79、1980-81、1981-82
- 泰賽德區盃：1976-77、198-82
- 信使盃：1924-25, 1964-65、1970-71
- Cream of the Barley盃：1978-79、1981-82、1984-85
- Redwood Leisure盃：2003-04、2005-06、2007-08
- DJ Laing League盃：2006-07、2007-08、201-12
- 挑戰盃：2003-04、2005-06
- Dug Out盃：2005-06
- 敬禮盃：2008-09
- GA盃：2014

## 外部連結
- 官方網站 （页面存档备份，存于）

56°28′36″N 3°01′15″W / 56.476600°N 3.020812°W